# Wikipedia en inglés

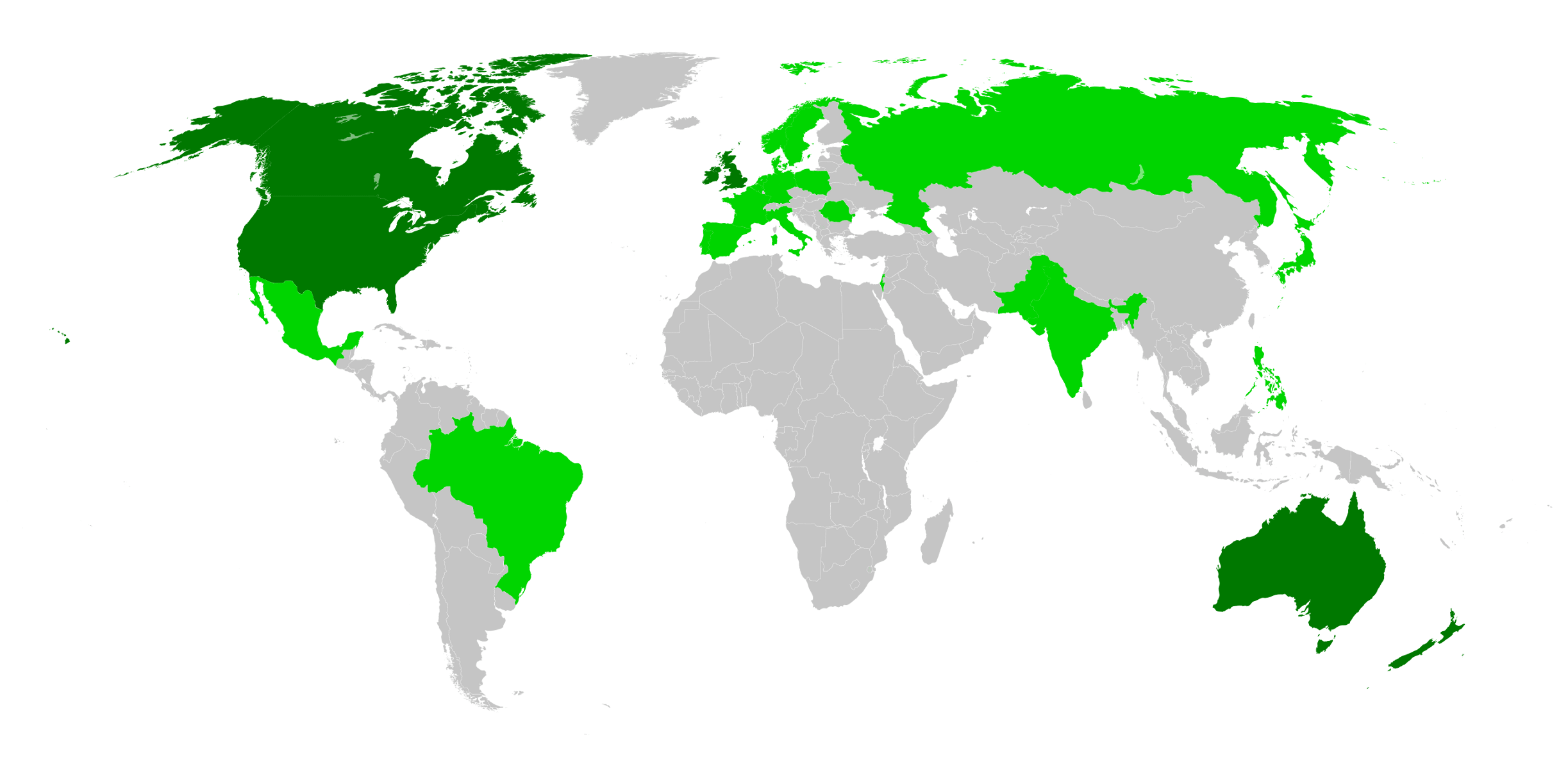
Países de los que provienen la mayoría de los editores de Wikipedia en inglés.

Wikipedia en inglés (English Wikipedia) es la versión en inglés de la enciclopedia Wikipedia. En enero de 2021, el 11 % de los artículos de todas las Wikipedias pertenecen a la edición en inglés. Esta proporción ha disminuido gradualmente desde más del 50 por ciento en 2003, debido al crecimiento de las wikipedias en otros idiomas. Actualmente, hay 7 027 453 artículos en el sitio, habiendo superado los 6 millones el 23 de enero de 2020. En agosto de 2019, el volumen total de los textos comprimidos de los artículos de Wikipedia en inglés ascendía a 16,1 gigabytes.

## Historia
Creada el 15 de enero de 2001 y habiendo sobrepasado los cuatro millones de artículos el 13 de julio de 2012, fue la primera edición de Wikipedia y desde entonces ha sido la de mayor tamaño. En 2003, aproximadamente un tercio de la suma de los artículos de todas las Wikipedias pertenecían a la edición en inglés. Este porcentaje ha ido disminuyendo gradualmente desde mediados de 2005. Aunque su número de artículos ha estado alrededor de la suma de las cantidades de artículos de la Wikipedia en alemán, la Wikipedia en francés, la Wikipedia en polaco y la Wikipedia en japonés, en diciembre de 2012 sus 4,1 millones de artículos representan cuatrocientos mil menos que la suma de estas versiones de la Wikipedia (que tuvieron en esa fecha, respectivamente, 1,5; 1,3; 0,9; y 0,8 millones).
En la Wikipedia en inglés hay un debate sobre qué variedad nacional de la lengua inglesa debe ser usada, siendo los mayores candidatos el inglés estadounidense y el inglés británico o inglés internacional. Los redactores han hecho muchas sugerencias, extendiéndose la alternativa de usar una variedad del inglés estándar para desarrollar el proyecto de la Wikipedia en inglés. Sin embargo, el estándar de facto consiste en preferir una variedad apropiada del inglés para los artículos de alcance regional (por ejemplo, inglés canadiense para los temas relacionados con Canadá) pero permitir en otro caso cualquier variedad de inglés, siempre que la variedad de inglés utilizada sea la misma en todo el texto de un artículo.
En octubre de 2011, Wikimedia anunció el lanzamiento de Wikipedia Zero, una iniciativa para permitir el acceso gratuito móvil (datos) a la Wikipedia en países del tercer mundo a través de colaboraciones con operadores de telecomunicaciones móviles.
Wikipedia en inglés es conocida por mantener un listado de medios cuyo contenido no puede emplearse como referencia.  Dicho listado bloquea el 15% de los periódicos considerados de izquierda por AllSides y el 100% de los de derecha.  El New York Post en 2025 pidió en un editorial que los medios digitales bloqueen a Wikipedia en inglés por este motivo.

## Hitos
- 15 de enero de 2001: comienzo de la Wikipedia en inglés.
- 16 de enero de 2001: creación del primer artículo, llamado UuU.
- 21 de enero de 2003: 100 000 artículos.
- 2 de febrero de 2004: 200 000 artículos.
- 7 de julio de 2004: 300 000 artículos.
- 20 de noviembre de 2004: 400 000 artículos.
- 18 de marzo de 2005: 500 000 artículos. El artículo medio millón fue Forced settlements in the Soviet Union.
- 18 de junio de 2005: 600 000 artículos.
- 25 de agosto de 2005: 700 000 artículos.
- 1 de noviembre de 2005: 800 000 artículos.
- 4 de enero de 2006: 900 000 artículos.
- 1 de marzo de 2006: 1 000 000 de artículos. El artículo 1 millón fue Jordanhill railway station.[11]
- 24 de noviembre de 2006: 1 500 000 artículos. El artículo 1 millón y medio fue Kanab ambersnail.
- 1 de abril de 2007: 4 000 000 de usuarios registrados.[12]
- 9 de septiembre de 2007: 2 000 000 de artículos. El artículo 2 millones fue El Hormiguero.
- 12 de agosto de 2008: 2 500 000 artículos.
- 10 de agosto de 2009: 500 000 categorías.
- 17 de agosto de 2009: 3 000 000 de artículos. El artículo 3 millones fue Beate Eriksen.
- 12 de diciembre de 2010: 3 500 000 de artículos.
- 13 de julio de 2012: 4 000 000 de artículos. El artículo 4 millones fue Ezbet El Borg.
- 25 de abril de 2014: 4 500 000 de artículos.
- 1 de noviembre de 2015: 5 000 000 de artículos. El artículo 5 millones fue Persoonia terminalis.
- 28 de octubre de 2017: 5 500 000 de artículos.
- 23 de enero de 2020: 6 000 000 de artículos. El artículo 6 millones fue Maria Elise Turner Lauder.
- 17 de mayo de 2022: 6 500 000 de artículos.
- 28 de mayo de 2025: 7 000 000 de artículos.